# ويليام ستانلي جنكينز
ويليام ستانلي جنكينز هو عسكري كندي، (ولد في Russell, Ontario (community) ‏ في كندا 1890 – 1942 م).